# Левханян, Евгений Аршакович
Евгений Аршакович Левханян (укр. Євген Аршакович Левханян; 31 июля 1907, Кизляр, Российская империя — 26 марта 1964 , Львов, СССР) — армянский и украинский советский художник театра и кино, живописец; член Ассоциации художников революции с 1929 года, соучредитель Львовского отделения Союза советских художников Украины в 1945 году. Отец художницы Мариеты Левханян, дед Евгения Карася.

## Биография
Родился 31 июля 1907 в городе Кизляре (ныне Дагестан, Россия). В 1927 году окончил Астраханский художественный техникум, где учился у Павла Власова.
В течение 1929—1936 годов работал сценографом Ереванского театра оперы и балета. Одновременно, с 1935 года, занимал должность главного художника Еревана. В 1936-1941 годах жил в Орджоникидзе (ныне Владикавказ). С сентября 1941 года по 21 августа 1945 года служил в Красной армии. Участвовал в Великой Отечественной войне. Был контужен. После демобилизации жил во Львове. Умер во Львове 26 марта 1964 года. Похоронен во Львове на Лычаковском кладбище.

## Творчество

### В Ереванском театре оперы и балета оформил представления
- «Храбрый Назар» Ованеса Туманяна;
- «Невеста огня» Джафара Джаббарлы;
- «Намус» по одноименному роману Александра Ширванзаде.

### Как художник-постановщик студии «Арменфильм» оформил фильмы
- «Всегда начеку!» (1930, режиссёры Амаси Мартиросян, Левон Калантар) ;
- «Кем – дежурный» (1930, режиссёр Амаси Мартиросян);
- «Первые лучи» (1930, режиссёр Гаруш Бек-Назарян);
- «Под черным крылом» (1930, режиссёр Патвакан Бархударян);
- «Две ночи» (1932, режиссёры Патвакан Бархударян, С. Аревшатян);
- «Курды-езиды» (1932, режиссёр Амаси Мартиросян);
- «Арут» (1933, режиссёр Павел Арманд );
- «Мир и тени» (1933, режиссёр Иван Перестиани).

Автор живописных полотен на историческую тематику, пейзажей Кавказа, Киева и Львова, натюрмортов , портретов в реалистическом стиле. Среди работ:
- «Степан Разин на Волге» (1927);
- «Поэт Коста Хетагуров» (1928);
- «Серго Орджоникидзе» (1930);
- «Караван-Сарай» (1932);
- «Александр Пушкин на Кавказе» (1935);
- «Гуцулы в гостях у кавказских горцев» (1947);
- «Стахановец Львовского стеклозавода Арановский» (1950);
- «Герой Социалистического Труда Анна Клюк» (1950);
- «Эльбрус» (1952);
- «Праздник в горах» (1954);
- «У Буга. Косов»;
- «Маки»;
- «Сирень»;
- «Казбек вечером»;
- «Горный пейзаж. Карпаты»;
- «За Львовом»;
- «Скирты. Закарпатье»;
- «Площадь Богдана Хмельницкого. Киев» (1958);
- «В саду» (1962);
- «Леся Украинка на Кавказе» (1964);
- «Весна. Львов» (1964);
- «Тарас Шевченко» (1964, незавершенная).

Участвовал в областных, всеукраинских художественных выставках с 1945 года. Персональные выставки прошли в Ереване в 1961 году, во Львове в 1965 году (посмертная).